# Charmoille, Haute-Saône
Charmoille är en kommun i departementet Haute-Saône i regionen Bourgogne-Franche-Comté i östra Frankrike. Kommunen ligger i kantonen Vesoul-Ouest som tillhör arrondissementet Vesoul. År 2022 hade Charmoille 484 invånare.

## Befolkningsutveckling
Antalet invånare i kommunen Charmoille
| Referens: INSEE |